# جون بلانت
جون بلانت (بالإنجليزية: John Plant)‏ (مواليد 1870) هو جناح متقدم أيسر كرة قدم دولي سابق.

## مسيرته
لعب بلانت مع نادي بوري، وشارك دوليًا في مباراة واحدة مع منتخب إنجلترا عام 1900.

## وصلات خارجية
جون بلانت على موقع قاعدة بيانات كرة القدم.إي يو (الإنجليزية)
- جون بلانت على موقع ناشيونال فوتبول تيمز (الإنجليزية)